# Estońscy posłowie do Parlamentu Europejskiego 2009–2014
Estońscy posłowie VII kadencji do Parlamentu Europejskiego zostali wybrani w wyborach przeprowadzonych 7 czerwca 2009.

## Lista posłów
Wybrani z listy Partii Centrum
- Siiri Oviir
- Vilja Savisaar-Toomast (po rezygnacji Edgara Savisaara z objęcia mandatu)

Wybrana z listy Partii Reform
- Kristiina Ojuland

Wybrany z listy Partii Socjaldemokratycznej
- Katrin Saks, poseł do PE od 7 kwietnia 2014

Wybrany z listy Isamaa ja Res Publica Liit
- Tunne Kelam

Wybrany jako kandydat niezależny
- Indrek Tarand

Byli posłowie VII kadencji do PE
- Ivari Padar (z listy Partii Socjaldemokratycznej), do 6 kwietnia 2014